# リーピング
『リーピング』（The Reaping）は、2007年に公開されたアメリカのホラー映画。出エジプト記の十の災いを基に製作されている。ダークキャッスル・エンターテインメント、ワーナー・ブラザース制作。
当初は2006年8月11日に公開予定だったが、同年11月8日に延期され、その後も2007年3月30日、4月6日へと変更されていった。結局4月5日に公開されたが、その日は聖金曜日だった。

## ストーリー
かつてキリスト教の宣教師だったキャサリンは、布教先のスーダンで夫と娘を干ばつを解消するための生贄として殺され信仰心を失い、「神の奇跡」を解明する科学者として名を馳せていた。
チリで起きた「神の奇跡」を解決した後、宣教師仲間だったコスティガン神父から電話がかかってくる。彼の持っている写真が突然燃え出し、冥界の神であるケレスのシンボル () が浮かび上がったという。彼は不幸の前兆だというが、キャサリンは忠告を無視して次の調査へ出かけてしまう。
キャサリンが向かったのは「ヘイブン」という長子しかいない町だった。町で教師を務めるダグによると、ローレンという少女が兄を殺してから川の水が赤くなったという。助手のベンと川の調査をしていると木の上から死んだカエルが次々と降ってきた。町に戻ってからもハエが発生したり、ウシが病気で全滅するなどの現象が起きていた。キャサリンは十の災いにそっくりなことに気づくが、科学的な証明をすることができずにいた。

## キャスト
| 役名                   | 俳優               | 日本語吹き替え |
| ---------------------- | ------------------ | -------------- |
| キャサリン・ウィンター | ヒラリー・スワンク | 朴璐美         |
| ダグ                   | デビッド・モリシー | 山野井仁       |
| ローレン               | アナソフィア・ロブ | 菊地ゆうみ     |
| ベン                   | イドリス・エルバ   | 乃村健次       |
| コスティガン           | スティーヴン・レイ | 仲野裕         |

## 撮影
映画は主にルイジアナ州バトンルージュとその周辺で撮影された。ハリケーン・カトリーナが発生し、撮影が1週間中断されたことがある。その後もハリケーン・リタが発生したため撮影が危ぶまれたが、撮影地における被害はいずれのハリケーンでも大きくはなかった。

## 音楽
当初はフィリップ・グラスが制作し、録音段階まで進んでいたが、プロデューサーはその出来に満足せず、ジョン・フリッゼルに新たに制作を頼んだ。
サウンドトラックにはニーナ・シモンの"Take Me to the Water"が収録されている。

## 映画への抗議
コンセプシオンの市長のJacqueline van Rysselbergheは、映画の冒頭でこの都市が汚染されているような表現がなされていることに抗議している。